# Lijst van personen overleden in mei 2023
Dit is een lijst van bekende personen die zijn overleden in mei 2023.

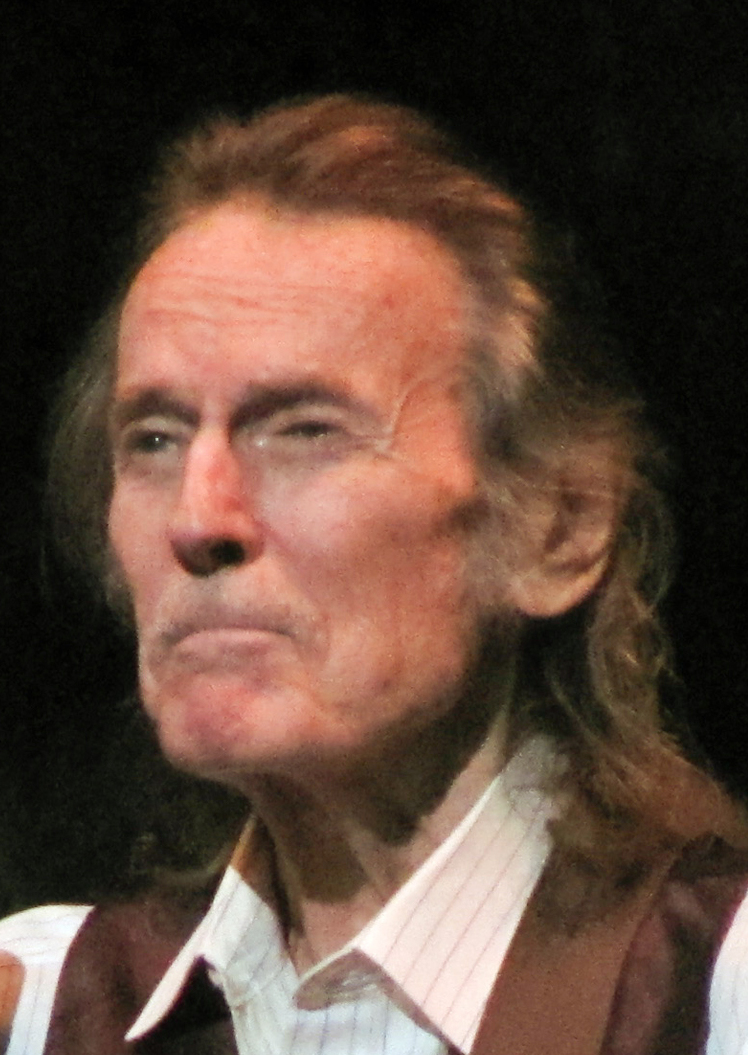
Gordon Lightfoot
1 mei

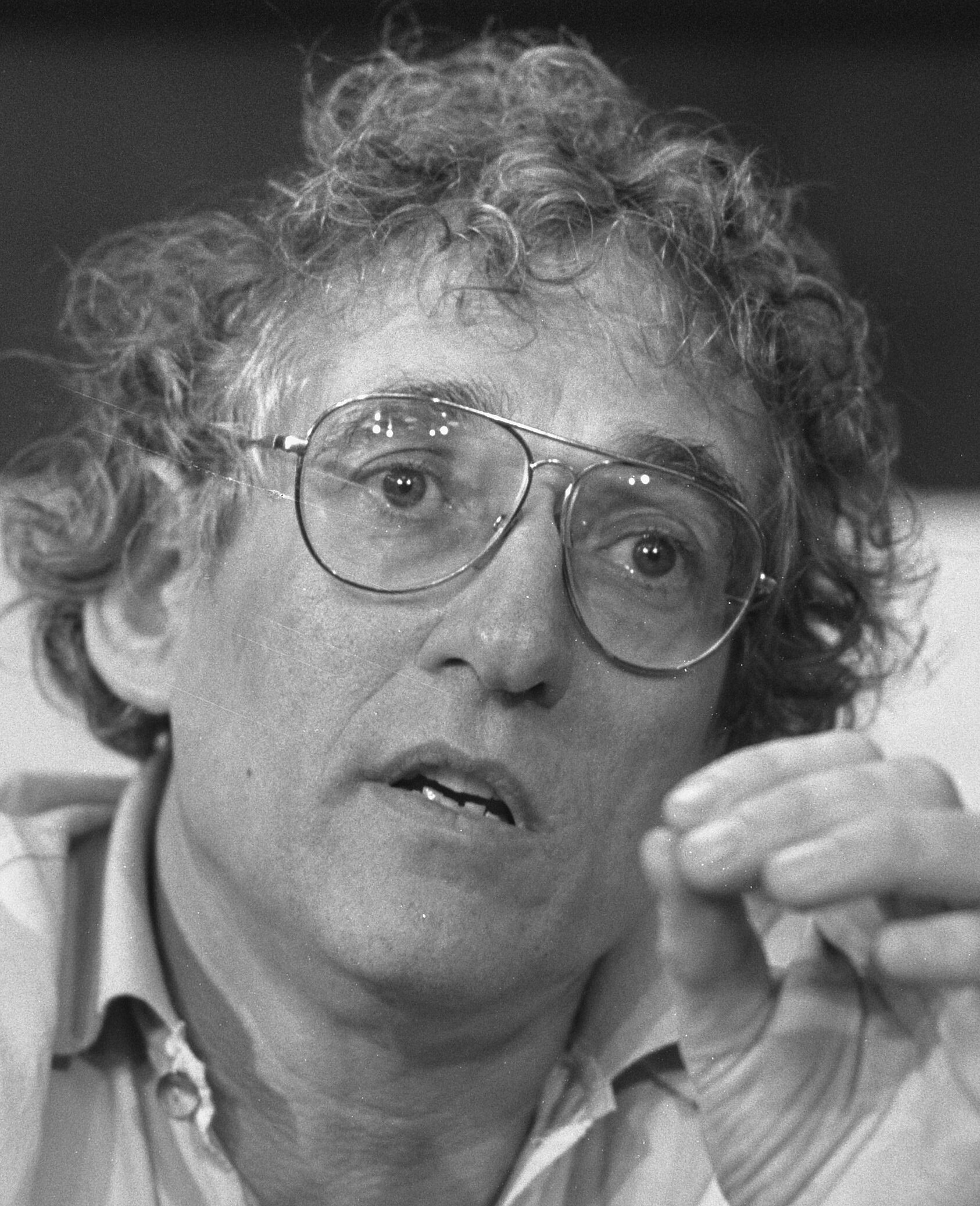
Klaas de Jonge
5 mei

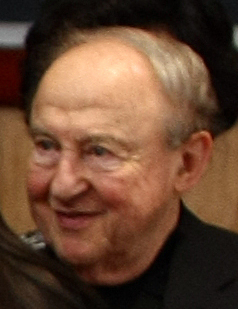
Menahem Pressler
6 mei

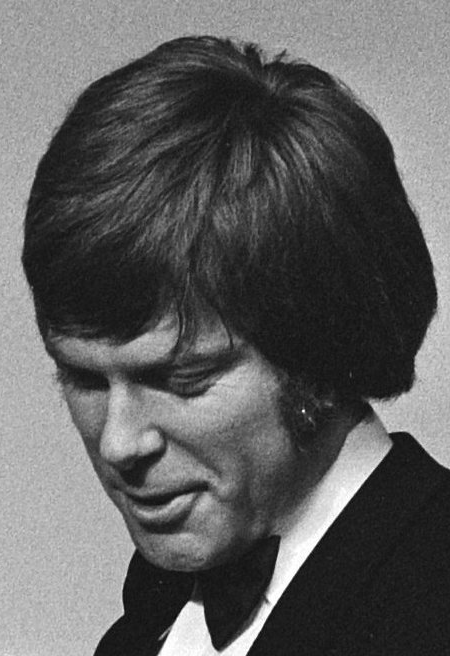
Wim Kayzer
7 mei

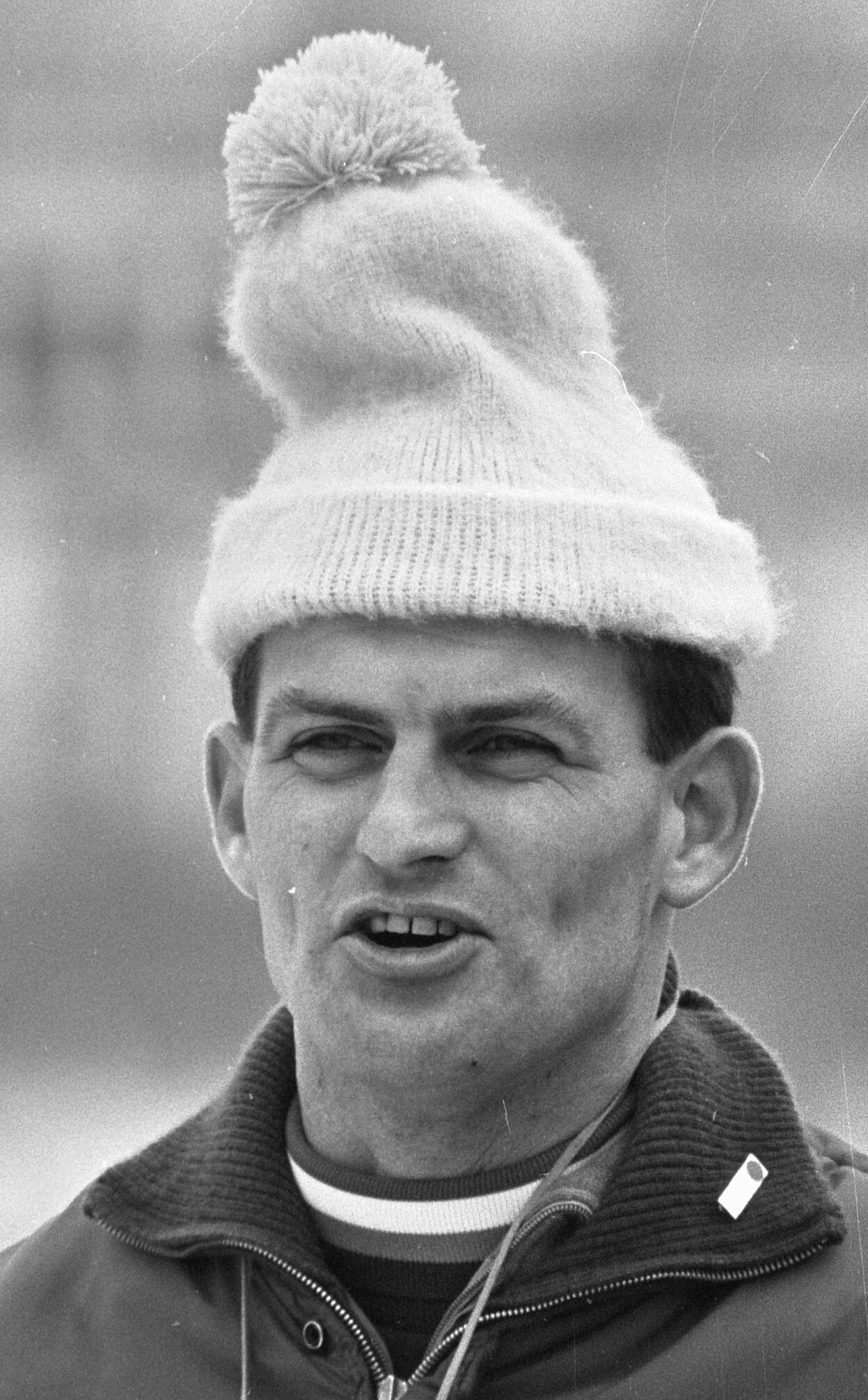
Leen Pfrommer
10 mei

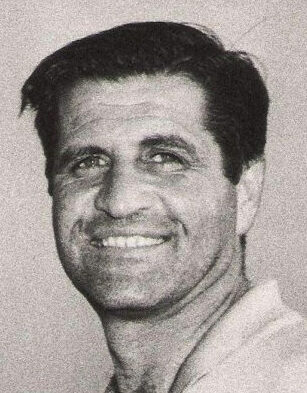
Giotto Bizzarrini
13 mei

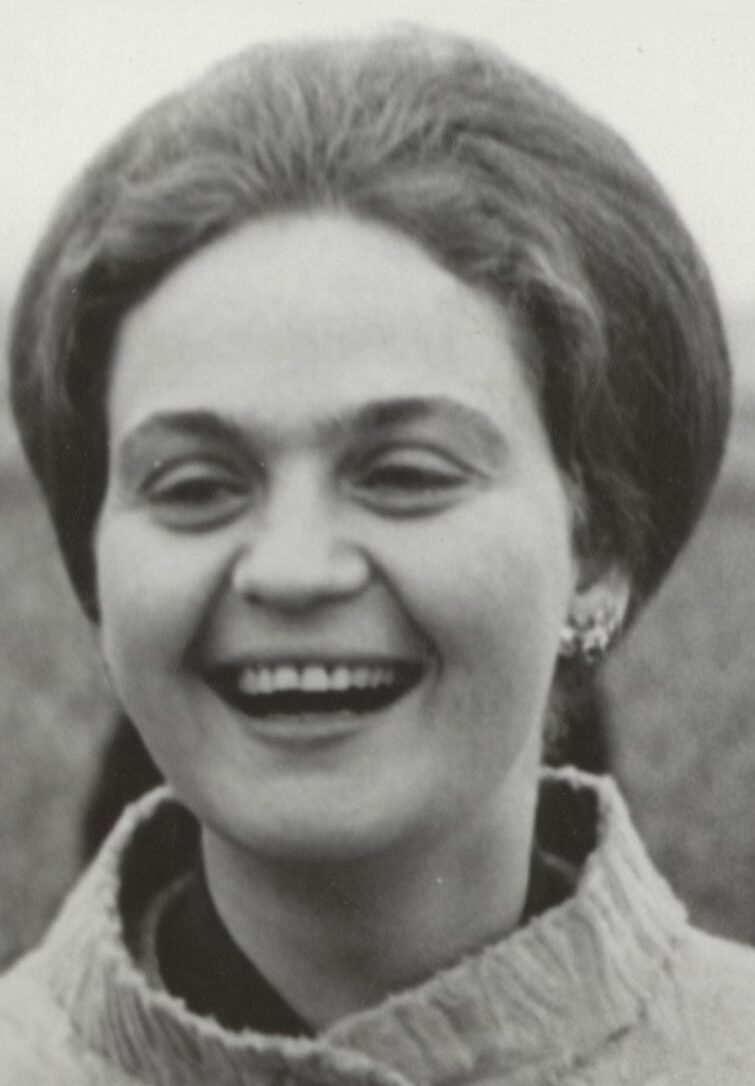
Ingrid Haebler
14 mei

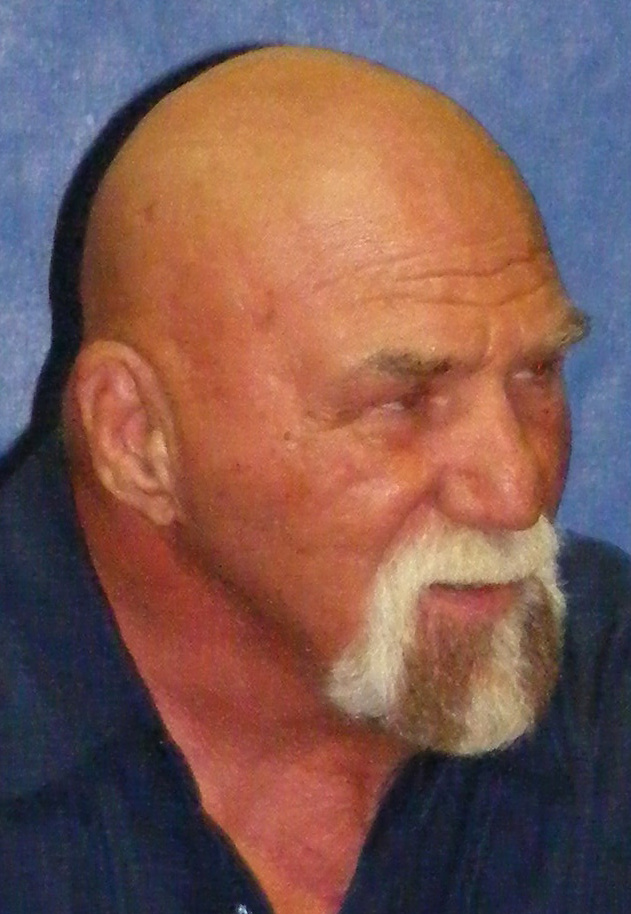
Eldridge Wayne Coleman
17 mei

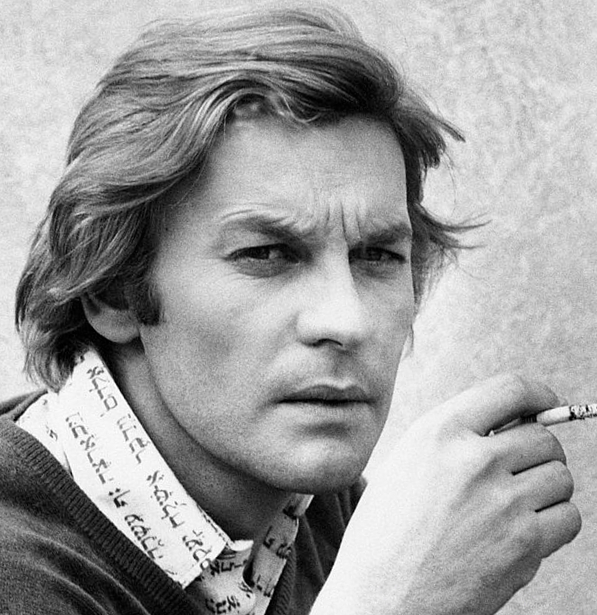
Helmut Berger
18 mei

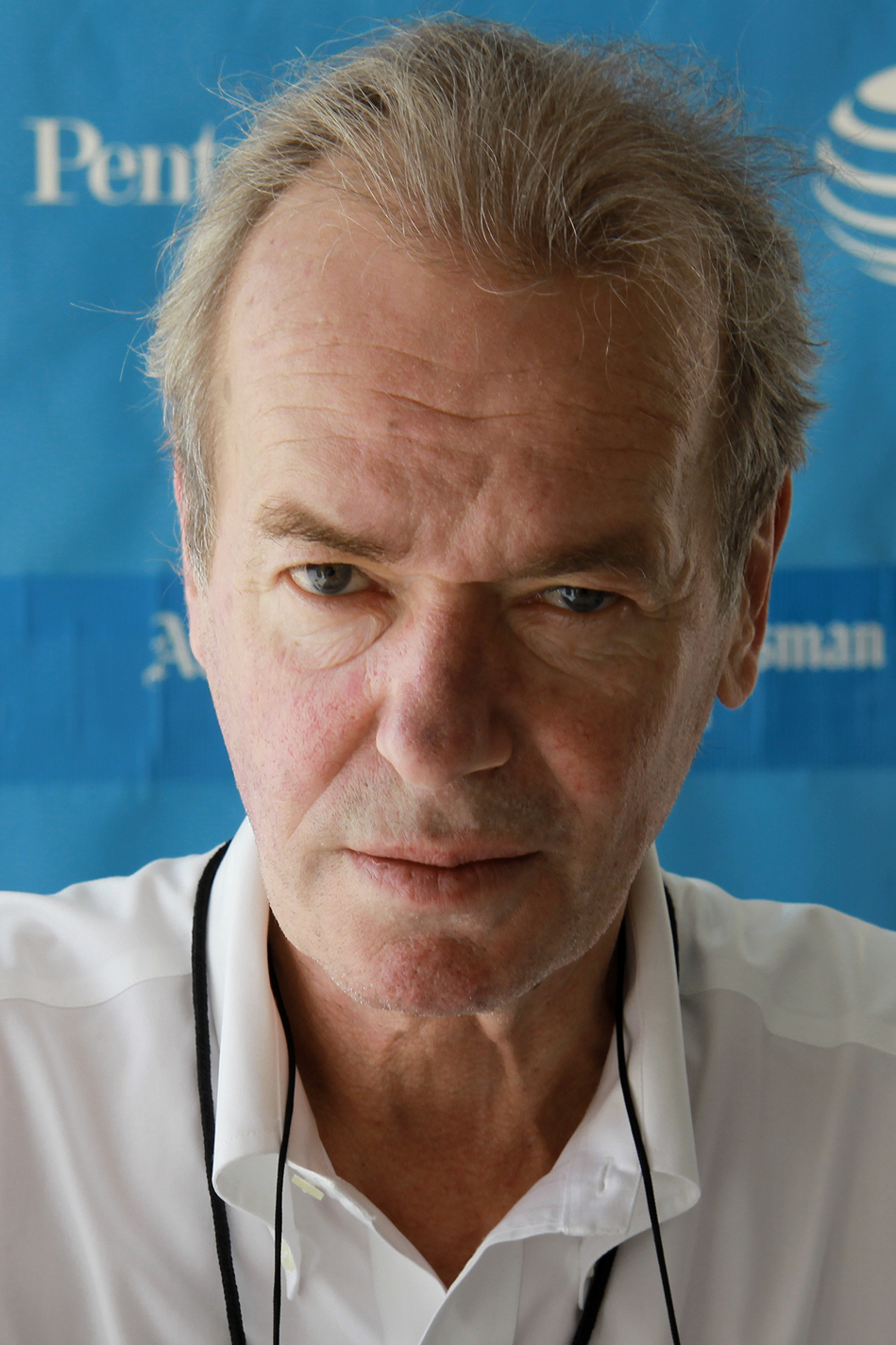
Martin Amis
19 mei

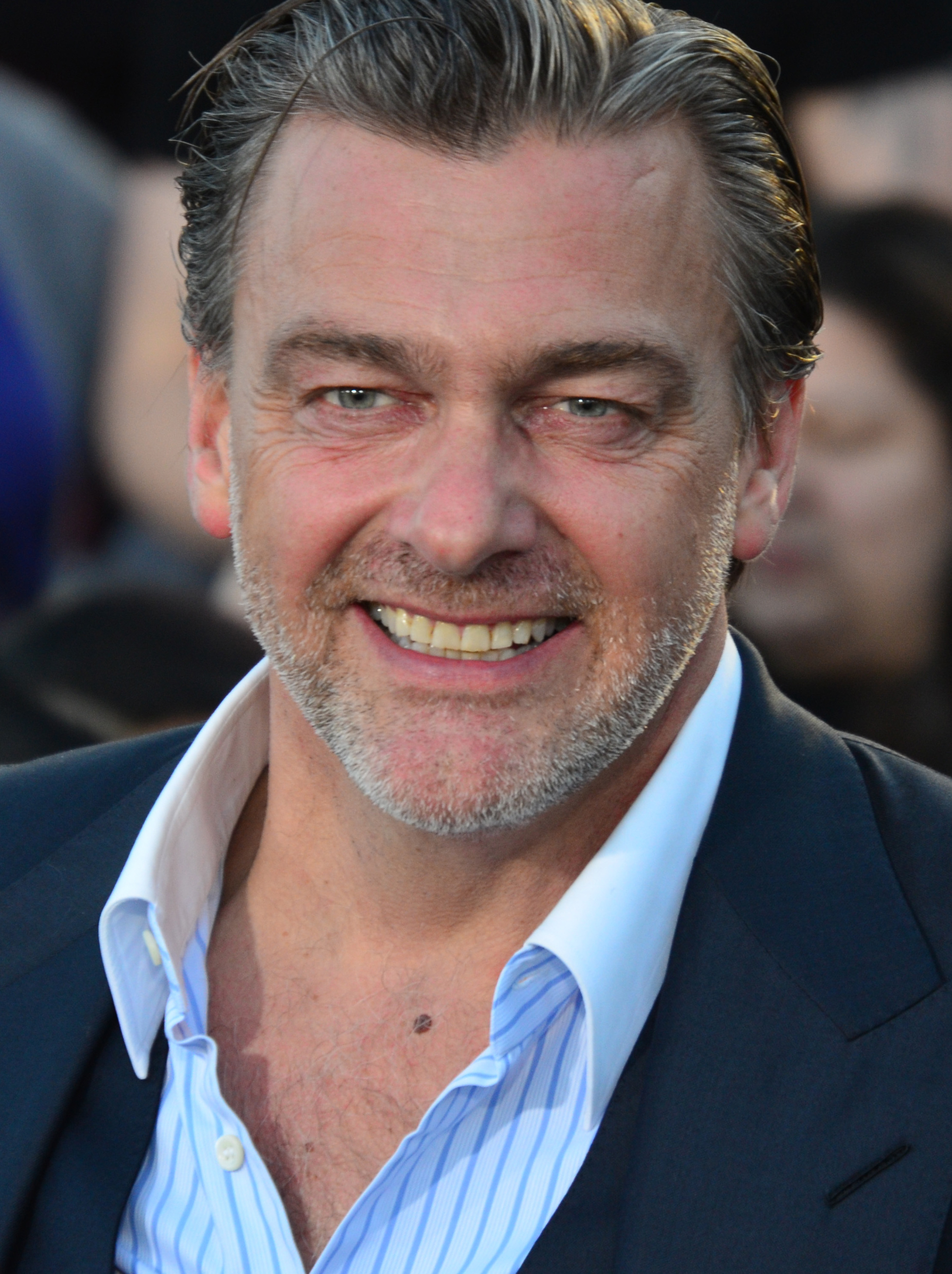
Ray Stevenson
21 mei

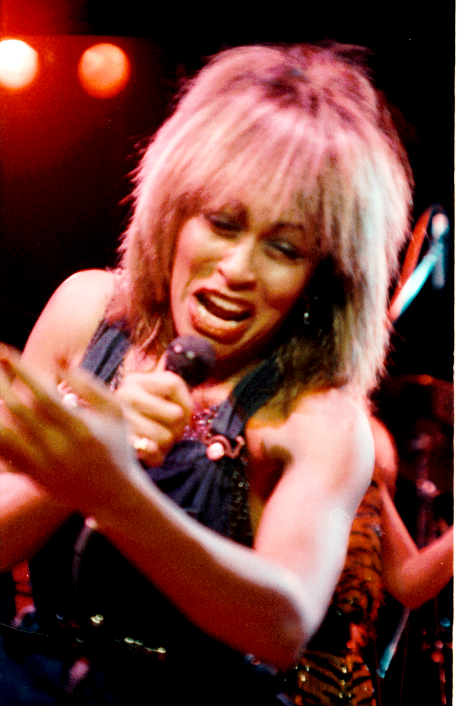
Tina Turner
24 mei

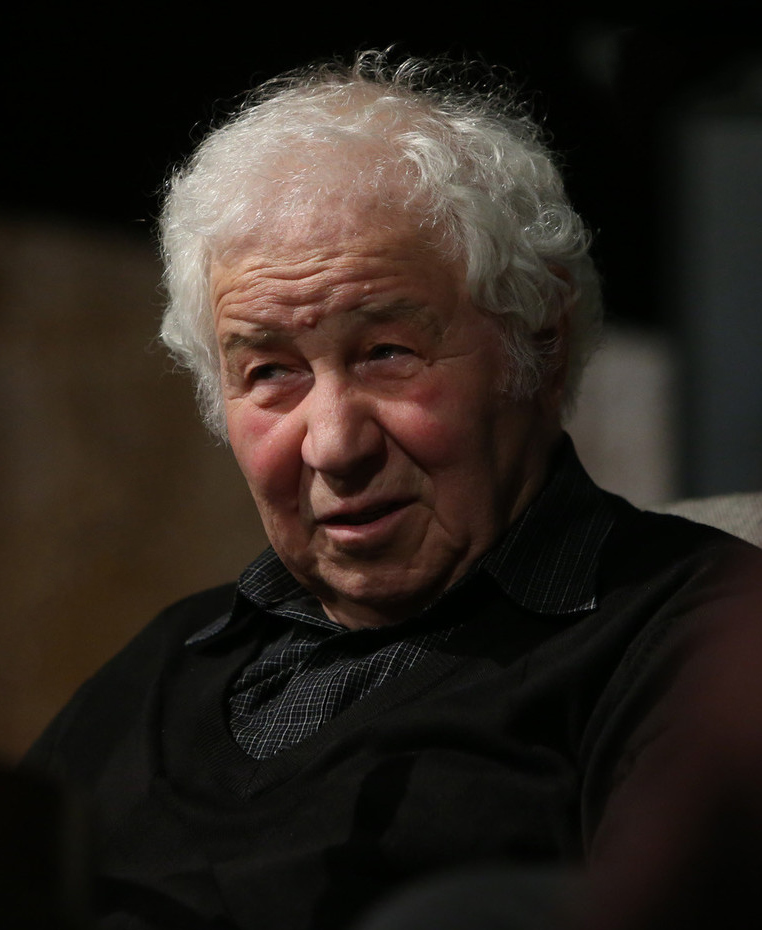
Ilja Kabakov
27 mei

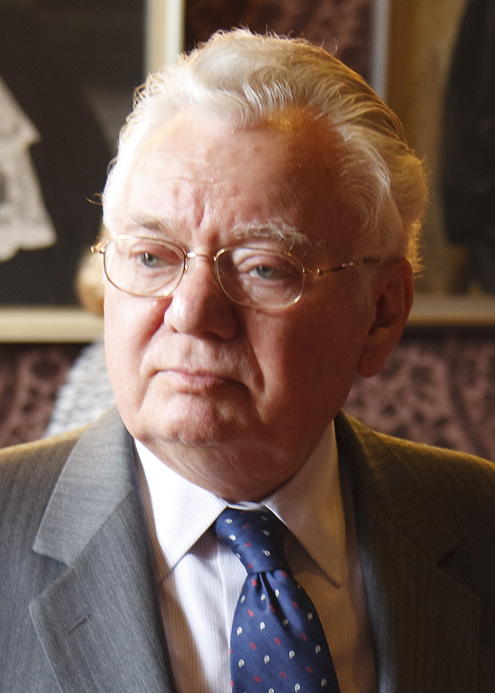
Thomas Buergenthal
29 mei

| 1 | 2 | 3 | 4 | 5 | 6 | 7 | 8 | 9 | 10 | 11 | 12 | 13 | 14 | 15 | 16 | 17 | 18 | 19 | 20 | 21 | 22 | 23 | 24 | 25 | 26 | 27 | 28 | 29 | 30 | 31 |
| - | - | - | - | - | - | - | - | - | -- | -- | -- | -- | -- | -- | -- | -- | -- | -- | -- | -- | -- | -- | -- | -- | -- | -- | -- | -- | -- | -- |

### 1 mei
- David Fontijn (52), Nederlands archeoloog en hoogleraar[1]
- Berend Hillen (77), Nederlands hoogleraar[2]
- Gordon Lightfoot (84), Canadees folkzanger, componist en tekstschrijver[3]
- Eileen Saki (79), Amerikaans actrice[4]

### 2 mei
- Khader Adnan, (45) Palestijns activist[5]
- Fred van Berendonk (72), Nederlands voetballer[6]
- Frank Phillips (90), Australisch golfer[7]
- Damir Šolman (74), Kroatisch basketbalspeler[8]

### 3 mei
- Linda Lewis (72), Brits zangeres[9]

### 4 mei
- Joop van den Berg (81), Nederlands politicus[10]

### 5 mei
- Samuel Durrance (79), Amerikaans ruimtevaarder[11]
- Hans Hermes (78), Nederlands beeldhouwer[12]
- Marc Jeuniau (95), Belgisch journalist[13]
- Klaas de Jonge (85), Nederlands mensenrechtenactivist[14]
- Siiri Rantanen (98), Fins langlaufster[15]

### 6 mei
- Marc Beckwé (96), Belgisch politicus en burgemeester[16]
- Bob Granjé (78), Belgisch voetballer[17]
- Frank Kozik (61), Spaans-Amerikaans graficus[18]
- Menahem Pressler (99), Duits-Amerikaans pianist[19]
- Philippe Sollers (86), Frans schrijver[20]
- Gommaar Timmermans (92), Belgisch striptekenaar en auteur[21]
- Gianluca Tonetti (56), Italiaans wielrenner[22]

### 7 mei
- Grace Bumbry (86), Amerikaans operazangeres[23]
- Hassan Idrissi (46), Belgisch politicus[24]
- Wim Kayzer (76), Nederlands journalist, programmamaker en schrijver[25][26]
- Seán Keane (76), Iers violist[27]

### 8 mei
- Jos Bergenhenegouwen (67), Nederlands voice-over en stemacteur[28]
- Kemal Derviş (74), Turks econoom, politicus en bestuurder[29]
- Pema Tseden (53), Chinees filmregisseur en scenarioschrijver[30]

### 9 mei
- John Bland (77), Zuid-Afrikaans golfspeler[31]
- Antonio Carbajal (93), Mexicaans voetballer[32]
- Wilferd Madelung (92), Duits-Brits islamoloog[33]
- Ruud Monster (70), Nederlands cineast[34]
- Jon Povey (80), Brits muzikant[35]

### 10 mei
- Hedy Gubbels (72), Nederlands beeldend kunstenares[36]
- Ian Hacking (87), Canadees filosoof[37]
- Rolf Harris (93), Australisch muzikant, televisie-entertainer en schilder[38]
- Leen Pfrommer (87), Nederlands schaatscoach[39]
- Jos Visscher (65), Nederlands theatermaker, journalist en festivalorganisator[40]
- Jacklyn Zeman (70), Amerikaans actrice[41]

### 11 mei
- András Adorján (73), Hongaars schaker[42]
- Kenneth Anger (96), Amerikaans kortfilmmaker, regisseur, acteur en auteur[43]
- Jean-Yves Brouard (66), Frans scenarist[44]
- Ned Bulatović (84), Joegoslavisch voetballer[45]

### 12 mei
- Owen Davidson (79), Australisch tennisser[46]
- Francis Monkman (73), Brits toetsenist[47]

### 13 mei
- Giotto Bizzarrini (96), Italiaans autobouwer[48]
- Alfonso Buonocore (90), Italiaans waterpolospeler en zwemmer[49][50]
- Serge Kimoni (58), Belgisch-Congolees voetballer[51]
- Weldon Olson (90), Amerikaans ijshockeyer[52]

### 14 mei
- Doyle Brunson (89), Amerikaans pokerspeler[53]
- Sander van Gelder (85), Nederlands vastgoedondernemer[54]
- John Giblin (71), Brits basgitarist[55]
- Ingrid Haebler (93), Oostenrijks pianiste[56]
- Ferran Olivella (86), Spaans voetballer[57]

### 15 mei
- Giuseppe Fallarini (89), Italiaans wielrenner[58]
- Zbigniew Kaczmarek (74), Pools-Duits gewichtheffer[59]
- Robert Lucas jr. (85), Amerikaans econoom en Nobelprijswinnaar[60]

### 16 mei
- Rosa Merckx (98), Belgisch brouwmeester en ondernemer[61]
- Per Røntved (74), Deens voetballer[62]
- Jan Troost (65), Nederlands activist[63]

### 17 mei
- Eldridge Wayne Coleman (Superstar Billy Graham) (79), Amerikaans professioneel worstelaar[64]
- Dinmuxamed Ulısbajev (24), Kazachs wielrenner[65]

### 18 mei
- Helmut Berger (78), Oostenrijks acteur[66]
- Gerrit Breteler (68), Nederlands kunstenaar[67]
- Jim Brown (87), Amerikaans American-footballspeler en acteur[68]
- Rolf Heissler (74), Duits terrorist[69]
- Harald Jährling (68), Duits roeier[70]
- Harry Melges (93), Amerikaans zeiler[71]
- Denis Worrall (87), Zuid-Afrikaans diplomaat en politicus[72]

### 19 mei
- Martin Amis (73), Brits romanschrijver[73]
- Pete Brown (82), Brits dichter, zanger en songwriter[74]
- Arturo Grávalos (25), Spaans wielrenner[75]
- Heinrich-Wilhelm Johannsmann (71), Duits springruiter[76]
- Tim Keller (72), Amerikaans predikant[77]
- Andy Rourke (59), Brits muzikant[78]

### 20 mei
- Christian Aaron Boulogne (60), Frans fotograaf, acteur en schrijver[79]
- Richard McDermott (82), Amerikaans schaatser[80]
- Hans van den Dungen (61), Nederlands voetballer[81]

### 21 mei
- Ed Ames (95), Amerikaans zanger en acteur[82]
- Ray Stevenson (58), Brits acteur[83]

### 22 mei
- Wim Udenhout (85), Surinaams politicus[84]

### 23 mei
- Redd Holt (91), Amerikaans jazzdrummer, orkestleider en muziekpedagoog[85]
- Chas Newby (81), Brits bassist[86]
- Floyd Newman (91), Amerikaans saxofonist, sessiemuzikant en bandleider[87]
- Sheldon Reynolds (63), Amerikaans gitarist, zanger en songwriter[88]
- Kees Spruijt (59), Nederlands fotograaf[89]

### 24 mei
- Javier Álvarez (67), Mexicaans componist[90]
- George Maharis (94), Amerikaans acteur[91][92]
- Tina Turner (83), Amerikaans zangeres en actrice[93]

### 25 mei
- Jean-Louis Murat (Jean-Louis Bergheaud) (71), Frans zanger en songwriter[94]
- Lex Peters (74), Nederlands gynaecoloog, tropenarts en hoogleraar[95][96]

### 26 mei
- Reuben Wilson (88), Amerikaans jazzorganist[97]

### 27 mei
- Jan Caudron (86), Belgisch politicus[98]
- Jayantha Dhanapala (84), Sri Lankaans diplomaat[99]
- Ilja Kabakov (89), Russisch-Amerikaans beeldend kunstenaar[100]
- Max Roethof (83), Surinaams-Nederlands advocaat[101]

### 28 mei
- Owen Gingerich (93), Amerikaans astronoom[102]
- Harald zur Hausen (87), Duits arts, viroloog en Nobelprijswinnaar[103]
- Hein Schreuder (71), Nederlands bedrijfseconoom[104]

### 29 mei
- Thomas Buergenthal (89), Tsjechoslowaaks-Amerikaans jurist[105]
- Grietje Post (85), Nederlands televisiepersoonlijkheid[106]
- Peter Simonischek (76), Oostenrijks acteur[107]
- Piet de Zoete (79), Nederlands voetballer[108]

### 30 mei
- Gershon Edelstein (100), Israëlisch rabbijn en spiritueel leider[109]
- Paolo Portoghesi (91), Italiaans architect[110]
- Bob Visser (73), Nederlands film- en televisiemaker[111]

### 31 mei
- Ama Ata Aidoo (81), Ghanees schrijfster, dichteres en toneelschrijfster[112]
- Sergio Calderón (77), Mexicaans-Amerikaans acteur[113]
- Amitai Etzioni (Werner Falk) (94), Israëlisch-Amerikaans socioloog[114]
- Theodoros Pangalos (84), Grieks politicus[115]
- Gabi Tolkowsky (84), Belgisch diamantslijper[116]

januari ·
februari ·
maart ·
april ·
mei ·
juni ·
juli ·
augustus ·
september ·
oktober ·
november ·
december
1900 ·
1901 ·
1902 ·
1903 ·
1904 ·
1905 ·
1906 ·
1907 ·
1908 ·
1909 ·
1910 ·
1911 ·
1912 ·
1913 ·
1914 ·
1915 ·
1916 ·
1917 ·
1918 ·
1919 ·
1920 ·
1921 ·
1922 ·
1923 ·
1924 ·
1925 ·
1926 ·
1927 ·
1928 ·
1929 ·
1930 ·
1931 ·
1932 ·
1933 ·
1934 ·
1935 ·
1936 ·
1937 ·
1938 ·
1939 ·
1940 ·
1941 ·
1942 ·
1943 ·
1944 ·
1945 ·
1946 ·
1947 ·
1948 ·
1949 ·
1950 ·
1951 ·
1952 ·
1953 ·
1954 ·
1955 ·
1956 ·
1957 ·
1958 ·
1959 ·
1960 ·
1961 ·
1962 ·
1963 ·
1964 ·
1965 ·
1966 ·
1967 ·
1968 ·
1969 ·
1970 ·
1971 ·
1972 ·
1973 ·
1974 ·
1975 ·
1976 ·
1977 ·
1978 ·
1979 ·
1980 ·
1981 ·
1982 ·
1983 ·
1984 ·
1985 ·
1986 ·
1987 ·
1988 ·
1989 ·
1990 ·
1991 ·
1992 ·
1993 ·
1994 ·
1995 ·
1996 ·
1997 ·
1998 ·
1999 ·
2000 ·
2001 ·
2002 ·
2003 ·
2004 ·
2005 ·
2006 ·
2007 ·
2008 ·
2009 ·
2010 ·
2011 ·
2012 ·
2013 ·
2014 ·
2015 ·
2016 ·
2017 ·
2018 ·
2019 ·
2020 ·
2021 ·
2022 ·
2023 ·
2024 ·
2025